# Астеноліт
Астеноліт (англ. astenolithe, astenolite; нім. Astenolith m) — гіпотетичне велетенське вогнище розплавленої магми. 
Астенолітна гіпотеза висунута Б. Віллісом та С. Віллісом (США) у 1941 р. За нею радіоактивні елементи розподілені у надрах Землі нерівномірно. Місцями вони утворюють скупчення, де за рахунок додаткової теплоти, яка виділяється при радіоактивному розпаді, температура може підвищуватися настільки, що відбувається розплавлення порід. Таким чином можуть утворюватися астеноліти, зародження яких імовірно відбувається глибоко у надрах Землі. Внаслідок збільшення об’єму (до 5%) при плавленні астеноліт видавлюється угору — в бік меншого тиску. При попаданні у нові умови, астеноліт внаслідок диференціації речовинного складу, змінює первинну ізометричну (кулеподібну) форму на стовпоподібну. Під тиском земна кора над астенолітом здіймається з одночасним розплавленням г.п. У подальшому тиск з боку астеноліту та кори вирівнюється. Пластичні проплавлені породи горизонтально видавлюються у різні боки по найбільш відкритим шляхам (площинам сколювання). Так, за астенолітною гіпотезою, відбувається орогенічна деформація, в результаті якої утворюються гірські дуги, що оточують понижену область, розташовану над стовпом магми астеноліту, який укорінився в земній корі. Магма, яка спрямовується врізнобіч від астеноліту, часто породжує вулканічну діяльність у оточуючих гірських дугах.